# Matías Castagno Úbeda
Matías Nicolas Castagno Úbeda (12 gennaio 2001) è un giocatore di football americano spagnolo che milita nel ruolo di wide receiver negli United Newland Crusaders.